# Ron Wyatt
Ron Wyatt (ur. 1933, zm. 4 sierpnia 1999 w Memphis) – pochodzący z Madison w stanie Tennessee amerykański pielęgniarz anestezjologiczny, członek Kościoła Adwentystów Dnia Siódmego, pseudoarcheolog.
Od 1960 roku prowadził amatorskie badania i prace archeologiczne, których wyniki miały potwierdzać dosłownie odczytywany tekst Biblii jako opis zdarzeń historycznych. Po odbytej w 1977 roku wyprawie ogłosił na łamach 36-stronicowej broszury Noah’s Ark Found, że znajdująca się we wschodniej Turcji formacja skalna Durupınar to pozostałość Arki Noego. Jak twierdził, odnalazł potwierdzające taką identyfikację kamienne kotwice, skamieniałe fragmenty drewna, a także grób Noego i wybudowany przez niego po potopie dom, w którym znajdowały się kamienne tablice z opisem ogólnoświatowego kataklizmu. Powołał do życia organizację pod nazwą Wyatt Archaeological Research, której celem miało być poszukiwanie miejsc wzmiankowanych na łamach Biblii. W późniejszych latach ogłosił odkrycie m.in. Sodomy i Gomory, Arki Przymierza, Wieży Babel czy zatopionych rydwanów faraona w miejscu gdzie Izraelici przekroczyli Morze Czerwone podczas exodusu, a także dokładnych miejsc wręczenia Mojżeszowi tablic z przykazaniami i ukrzyżowania Jezusa Chrystusa.
„Odkrycia” Wyatta zostały odrzucone jako fałszerstwa przez środowiska naukowe i religijne, w tym przez wielu członków jego własnego kościoła. Ich autentyczność uznają jednak niektóre środowiska fundamentalistycznych protestantów.